# طيخور (كوهباية الشرقي)
طيخور (بالفارسية: طیخور) هي قرية تقع في إيران في قسم کوهبایة الشرقي الریفي. يقدر عدد سكانها بـ 198 نسمة .